# Bisdom Orlu
Het bisdom Orlu (Latijn: Dioecesis Orluana) is een rooms-katholiek bisdom met als zetel de stad Orlu in Nigeria. Het bisdom is suffragaan aan het aartsbisdom Owerri.

## Geschiedenis
Het bisdom werd opgericht op 29 november 1980, uit het bisdom Owerri. 

## Parochies
In 2019 telde het bisdom 183 parochies. Het bisdom had in 2019 een oppervlakte van 929 km2 en telde 1.869.000 inwoners waarvan 79,4% rooms-katholiek was.

## Bisschoppen
- Gregory Obinna Ochiagha (29 november 1980 - 25 maart 2008)
- Augustine Tochukwu Ukwuoma (25 maart 2008 - heden)

Owerri (aartsbisdom) · Aba · Ahiara · Okigwe · Orlu · Umuahia